# Erika Lechner
Pour les articles homonymes, voir Lechner.
Erika Lechner (née le 28 mai 1947 à Maranza, une frazione de la commune de Rio di Pusteria, dans la province de Bolzano) est une ancienne lugeuse italienne. 

## Biographie
Erika Lechner a pratiqué ce sport au plus haut niveau pendant les années 1960 et 1970. Au cours de sa carrière, elle a remporté le titre olympique lors des Jeux olympiques d'hiver de 1968 à Grenoble. Elle a également remporté une médaille aux Championnats du monde en argent en 1971 à Olang.
Aux JO de 1968, elle était tout d'abord classée troisième de la course derrière les deux Est-Allemandes Ortrun Enderlein et Anna-Maria Müller. Mais le jury d'appel décide de disqualifier la délégation féminine est-allemande pour avoir chauffé illégalement les patins, ainsi Enderlein, Müller et Angela Knösel (quatrième) sont exclues et permettent à Lechner de remporter le titre olympique devant les Ouest-Allemandes Christa Schmuck et Angelika Dünhaupt.

## Palmarès
| Compétitions / Année    | 1968 | 1969 | 1970 | 1971 |
| ----------------------- | ---- | ---- | ---- | ---- |
| Jeux Olympiques d'hiver | 1er  |      |      |      |
| Championnats du monde   |      |      |      | 2e   |
| Championnats d'Europe   |      |      |      | 1er  |